# Bitka kod Dunkerquea
Bitka kod Dunkerquea predstavlja borbe vođene između savezničkih i njemačkih snaga tijekom evakuacije savezničkih snaga iz Dunkerquea.

## Bitka
Nakon što je 28. svibnja 1940. belgijski kralj Leopold potpisao predaju belgijske armije zbog snažnih njemačkih prodora kroz Ardensku šumu, savezničke snage, sačinjene od Belgijanaca, Francuza i britanskog ekspedicijskog korpusa, ostaju odsječene na sjeveru i počinju uzmicati prema jedinoj luci koja im je još preostala; prema Dunkerqueu. U tom gradu na francuskoj obali skupila se trećina milijuna savezničkih vojnika čekajući evakuaciju. Premda je taj događaj poslije bio nazvan "čudo kod Dunkerquea", saveznicima u njihovoj evakuaciji nije pomoglo nikakvo čudo, već dva razloga koji se mogu savršeno dobro razjasniti. Prvi od njih bio je loše vrijeme koje je vezalo Luftwaffe za tlo, dok je drugi bio britanska avijacija koja je krajnjim naporima izvojevala premoć na nebu. No, najčudnije od svega bio je Hitlerov nalog 24. svibnja koji je tenkove zaustavio tik pred Dunkerqueom i prepustio Luftwaffeu da uništi armiju u stupici. Za to vrijeme 338.226 savezničkih vojnika evakuirano je preko Kanala zahvaljujući najčudnijoj floti u povijesti sačinjenoj od ribarica, trajekata, luksuznih jahti, ratnih brodova te svih ostalih plovila koja su se mogla naći u britanskim, francuskim, nizozemskim i belgijskim lukama. Kada je Hitler shvatio što se događa potjerao je svoje tenkove u napad, no Britanci su već organizirali snažnu obrambenu liniju. Tek je 4. lipnja, kada je otišao već i posljednji Englez, otpor popustio te se Nijemcima predalo oko 40.000 Francuza i Belgijanaca. 

## Vanjske poveznice
Sestrinski projekti
|  | Zajednički poslužitelj ima još gradiva o temi Bitka kod Dunkerquea |